# تصلب پرده گوش
تصلب پرده گوش، سختاک صُماخ یا تیمپانوسکلروز (انگلیسی: Tympanosclerosis)، حالتی است در گوش که با پیدایش توده‌های سختی از بافت همبند در اطراف استخوانچه‌های حفره صماخی مشخص می‌شود.
تصلب پرده گوش در واقع ضخیم شدن پردهٔ گوش است.
تصلب پرده گوش باعث می‌شود پلاک‌های سفیدرنگی در درون گوش میانی دیده شود.